# ATLiens
ATLiens is het tweede album van de hiphopgroep OutKast. Het is uitgebracht op 27 augustus 1996 en is voor twee derde deel geproduceerd door Organized Noise. De rest is geproduceerd door Earthtone Ideas, een team waarvan OutKast zelf ook deel uitmaakt. Er werden drie singles van het album uitgebracht: "Elevators (Me & You)", "ATLiens" en "Jazzy Belle (Remix)".
De titel is een porte-manteau van de woorden Atlanta en aliens. Het bijgeleverde boekje bevat een stripverhaal met Big Boi en André 3000 in de hoofdrol. ATLiens behaalde de tweede plaats in de Billboard 200. In 1998 schaarde The Source ATLiens tot de 100 beste rap albums aller tijden.

## Tracks
1. "You May Die (Intro)" – 1:05 (met Trina Broussard, Joi en Whild Peach)
2. "Two Dope Boyz (In a Cadillac)" – 2:46 (met Peaches)
3. "ATLiens" – 3:50
4. "Wheelz Of Steel" – 4:03
5. "Jazzy Belle" – 4:12 (met Jazzyfatnastees)
6. "Elevators (Me & You)" – 4:25 (met Sleepy Brown)
7. "Ova Da Wudz" – 3:48 (met Witchdoctor)
8. "Babylon" – 4:24 (met Andrea Martin)
9. "Wailin'" – 2:00 (met Cee-Lo)
10. "Mainstream" – 5:18 (met Khujo & T-Mo)
11. "Decatur Psalm" – 3:58 (met Big Gipp, Trina Broussard, Cool Breeze, Joi, Tamara & Whild Peach)
12. "Millennium" – 3:09 (met ShaJuanna Edghill)
13. "E.T. (Extraterrestrial)" – 3:07 (met Witchdoctor)
14. "13th Floor/Growing Old" – 6:51 (met Big Rube)
15. "Elevators (Me & You) (ONP 86 Mix)" – 4:36

## Gebruikte samples
- "Two Dope Boyz" bevat een sample van "Danger, She's A Stranger" van The Five Stairsteps.
- "Wheelz of Steel" bevat een sample van "Focus III" van Focus.
- "Jazzy Belle" bevat een sample van "Prelude" van Lamont Dozier.
- "Elevators" bevat een sample van "Come In Out of the Rain" van Parliament.

## Medewerkers
- Alvin Speights – mixing
- André 3000 – zang
- Andrea Martin – zang
- Bernasky Wall – engineering
- Big Boi – zang
- Big Gipp – zang
- Blake Eiseman – engineering
- Brian Frye – engineering
- Carlos Glover – akoestische gitaar
- Carlton Batts – mastering
- Cee Lo Green – zang
- Cool Breeze – zang
- Craig Love – gitaar
- Debra Killings – zang
- Dee Simmons – drums
- Derrick Williams – engineering
- Dexter Simmons – engineering, mixing
- Ed Stroud – gitaar
- James "Jay" Nicholas – basgitaar
- Jarvis Blackshear – engineering
- Jazzyfatnastees – zang
- John Frye – engineering
- John Wydrycs – engineering
- Joi – zang

- Kenny Wright – keyboard
- Kerren Berz – viool
- Khujo – zang
- Leslie Brathwaite – mixing
- Marq Jefferson – basgitaar
- Martin Terry – gitaar
- Marvin "Chanz" Parkman – keyboard, orgel
- Mike Wilson – engineering
- Mr. DJ – scratchen
- Neal Pogue – mixing
- Organized Noize – drum, keyboard, mixing & productie
- OutKast – drum, keyboard, mixing & productie
- Peaches – zang
- Preston Crump – basgitaar
- ShaJuanna Edghill – zang
- Skinny Miracles – piano
- Sleepy Brown – zang
- T-Mo – zang
- Tamara – zang
- Tommy Martin – akoestische gitaar
- Trina Broussard – zang
- Whild Peach – zang
- Witchdoctor – zang